# Icarusblauwtje
Het icarusblauwtje (Polyommatus icarus) is een vlinder uit de familie van de kleine pages, vuurvlinders en blauwtjes (Lycaenidae).

## Kenmerken
Veel vrouwtjes zijn van boven bruingekleurd met oranje vlekjes. Daardoor worden ze soms aangezien voor een bruin blauwtje (Aricia agestis). De mannetjes zijn aan de bovenzijde egaal blauw.

## Verspreiding
Het icarusblauwtje komt algemeen voor in heel Europa, op droge schrale graslanden tot matig vochtige steppe. Ook in Nederland en België is de vlinder zeer algemeen. In 2005 is de soort voor het eerst ook in Noord-Amerika gevonden, in de buurt van Mirabel in de Canadese provincie Québec.
De vliegtijd is van april tot en met oktober. De rups overwintert, meestal het derde rupsstadium.
Waarnemingen van feitelijke ei-afzetting zijn vrij zeldzaam. De eitjes worden tussen de bovenste bladeren op de jonge nog niet bloeiende planten van gewone rolklaver afgezet.

## Voedselplanten
De rupsen worden gevonden op diverse planten uit de vlinderbloemenfamilie als sikkelklaver (Medicago falcata), hopklaver (Medicago lupulina), kleine klaver (Trifolium dubium), gewone rolklaver (Lotus corniculatus), moerasrolklaver (Lotus uliginosus), paardenhoefklaver (Hippocrepis comosa), bont kroonkruid (Coronilla varia), kattendoorn (Ononis spinosa) en kruipend stalkruid (Ononis repens). De jonge rupsen mineren.

## Synoniemen
- Papilio argus Poda, 1761 non Papilio argus Linnaeus, 1758
- Papilio alexis Scopoli, 1763 non Papilio alexis Poda, 1761
- Papilio thetis Esper, 1777
- Papilio pampholyge Bergsträsser, 1779
- Papilio candybus Bergsträsser, 1779
- Papilio candiope Bergsträsser, 1779
- Papilio candaon Bergsträsser, 1779
- Papilio oceanus Bergsträsser, 1779
- Papilio polyphemus Esper, 1779
- Papilio fusciolus Fourcroy, 1785
- Papilio icarinus Scharfenberg, 1791
- Papilio oebalus Hofmannsegg, 1804
- Polyommatus iphis Meigen, 1830
- Lycaena alexis var. pusillus Gerhard, 1851
- Lycaena melanotoxa Marott, 1882[1]
- Polyommatus zelleri Verity, 1919
- Lycaena taurica Venzmer, 1920
- Polyommatus andronicus Coutsis & Gavalas, 1995

## Ondersoorten
- Polyommatus icarus icarus
  - = Lycaena celina Austaut, 1879
  - = Lycaena casanensis Krulikovsky, 1891
  - = Lycaena icarus var. rosina Holl, 1913
  - = Lycaena icarus menahensis Stauder, 1914
- Polyommatus icarus ammosovi (Kurenzov, 1970)
- Polyommatus icarus fuchsi (Sheljuzhko, 1928)
  - = Lycaena sibiricus Fuchs, 1900
- Polyommatus icarus fugitiva (Butler, 1881)
- Polyommatus icarus mariscolore (Kane, 1893)
- Polyommatus icarus napaea (Grum-Grshimailo, 1891)
- Polyommatus icarus omelkoi Dubatolov & Korshunov, 1995

## Afbeeldingen

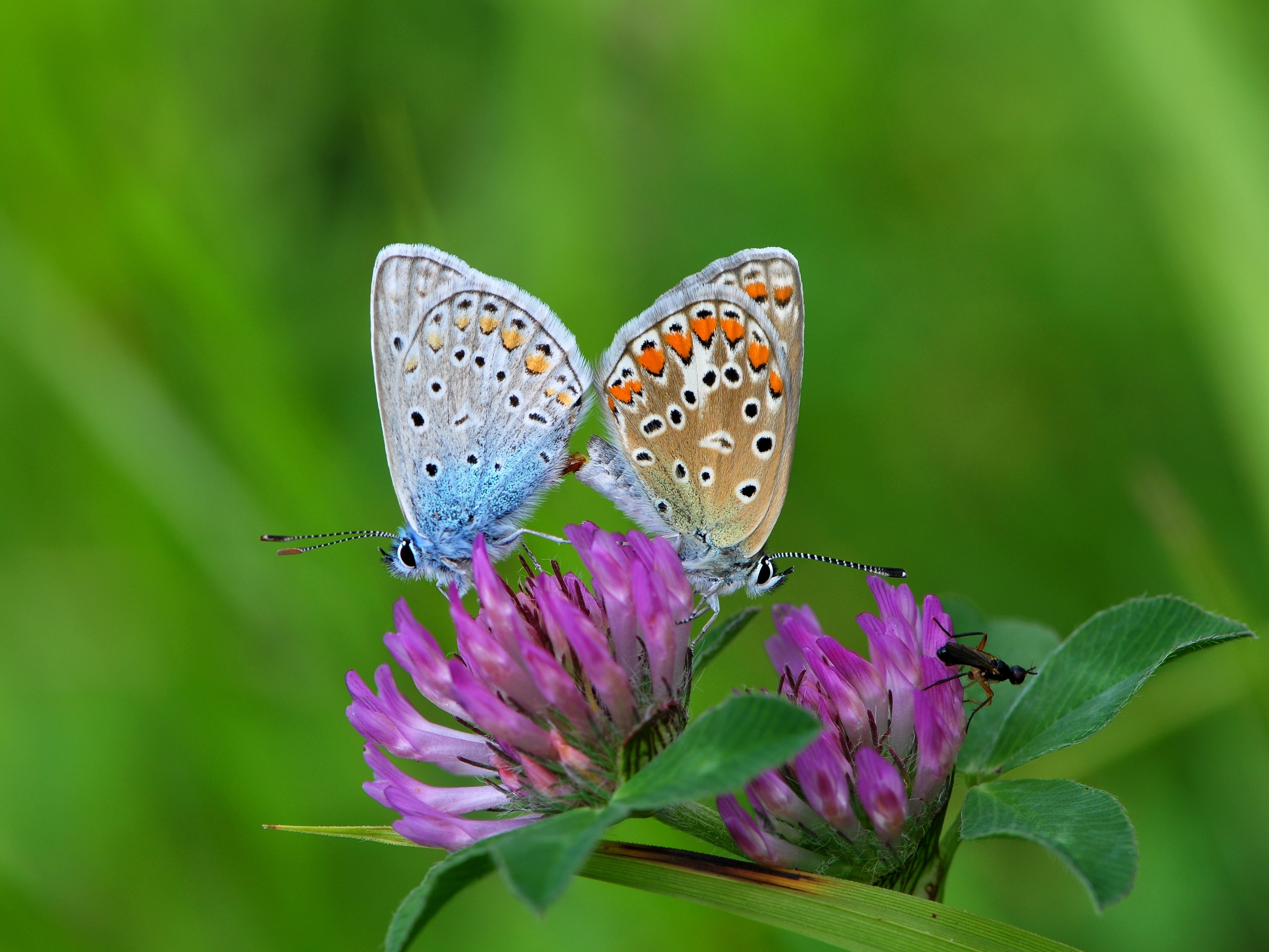
paring
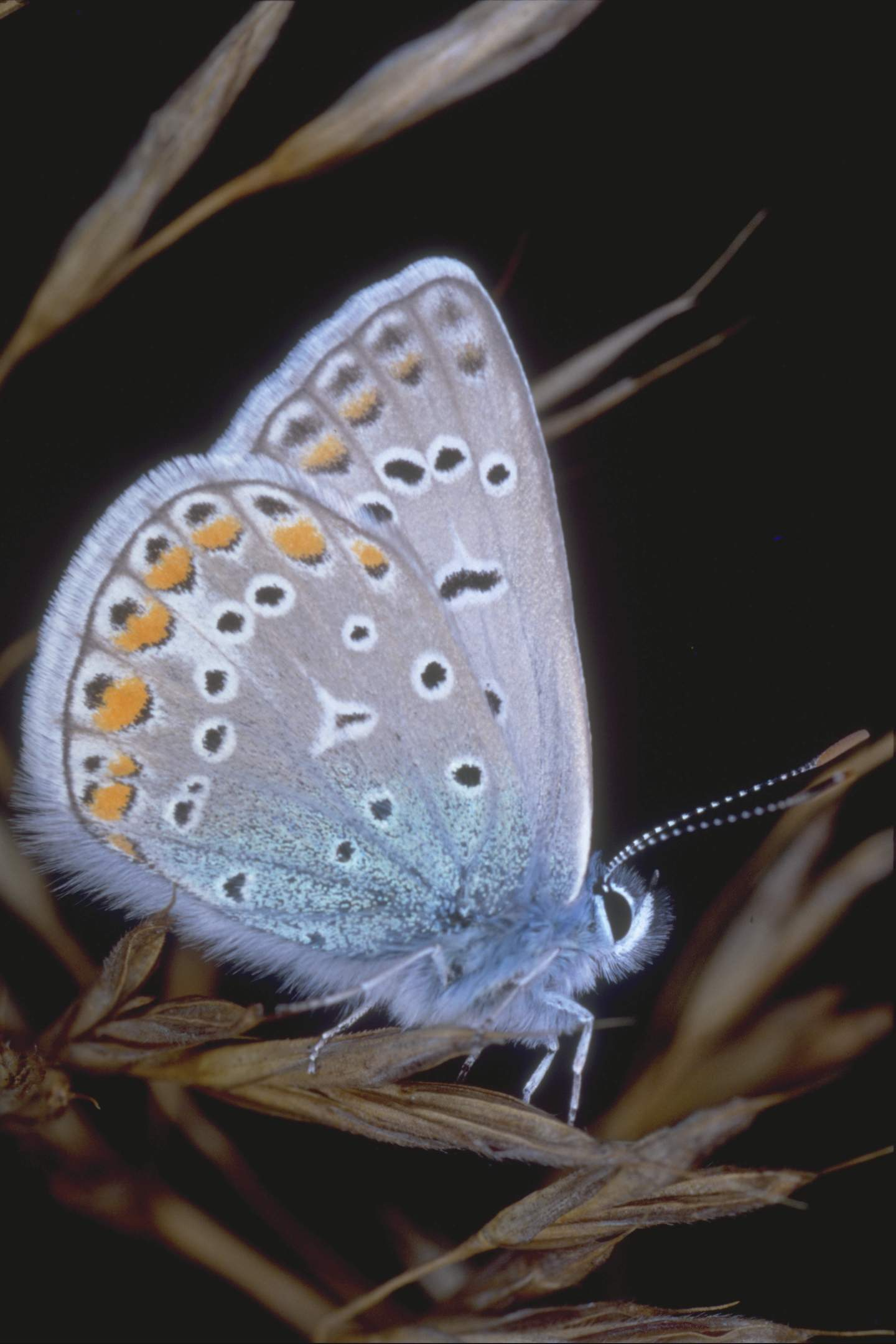
onderzijde vleugels ♂
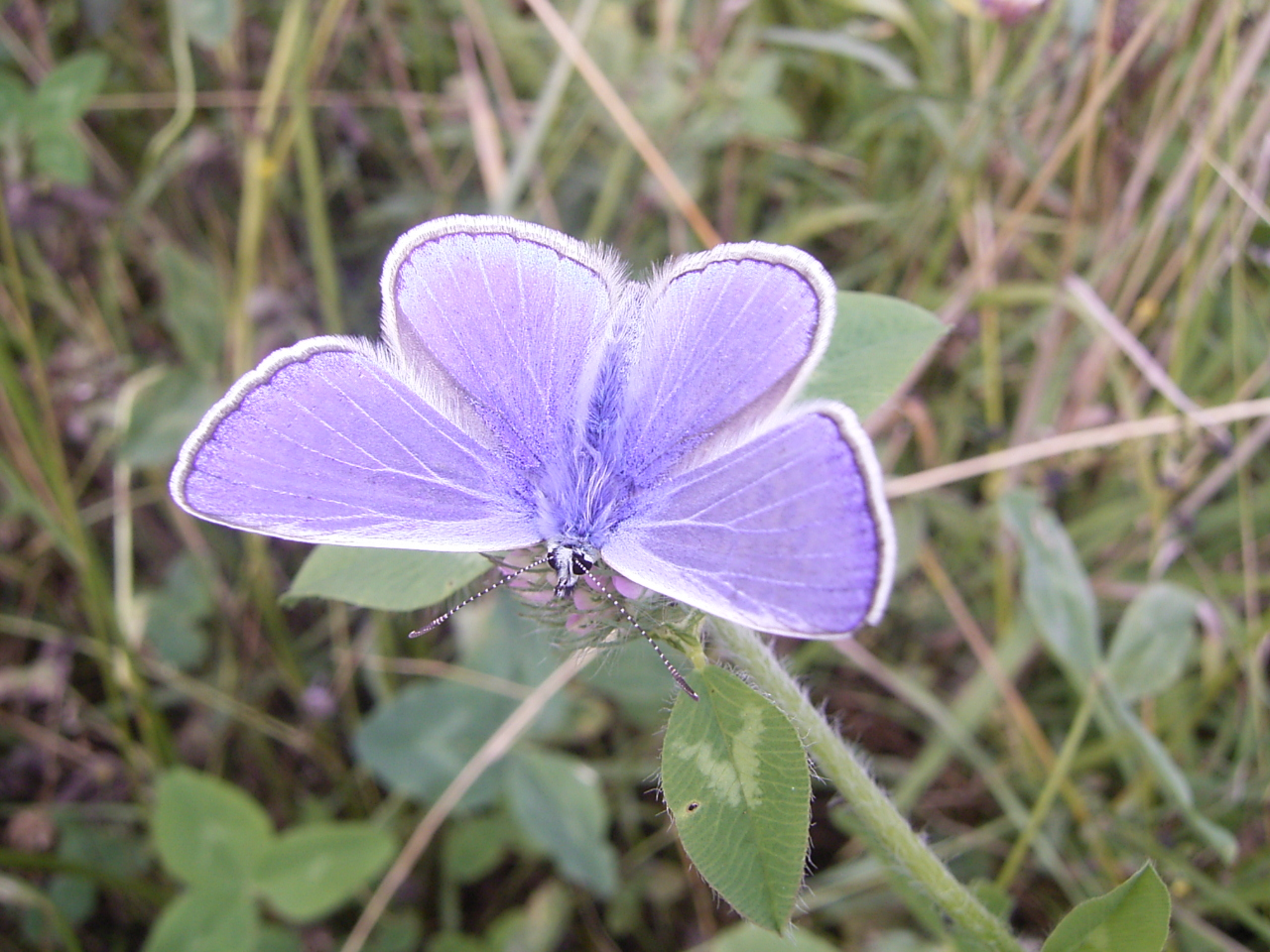
bovenaanzicht ♂
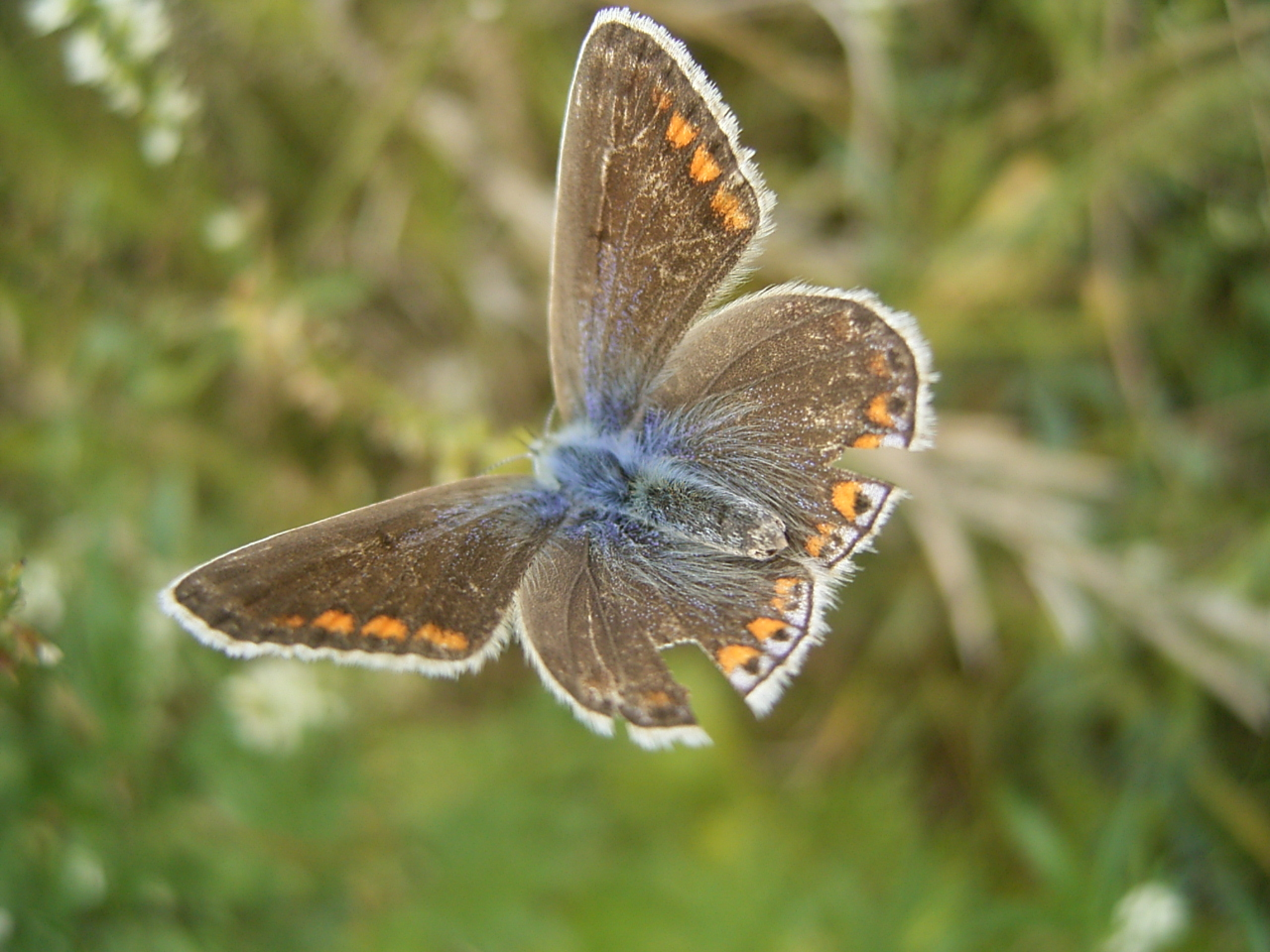
bovenaanzicht ♀
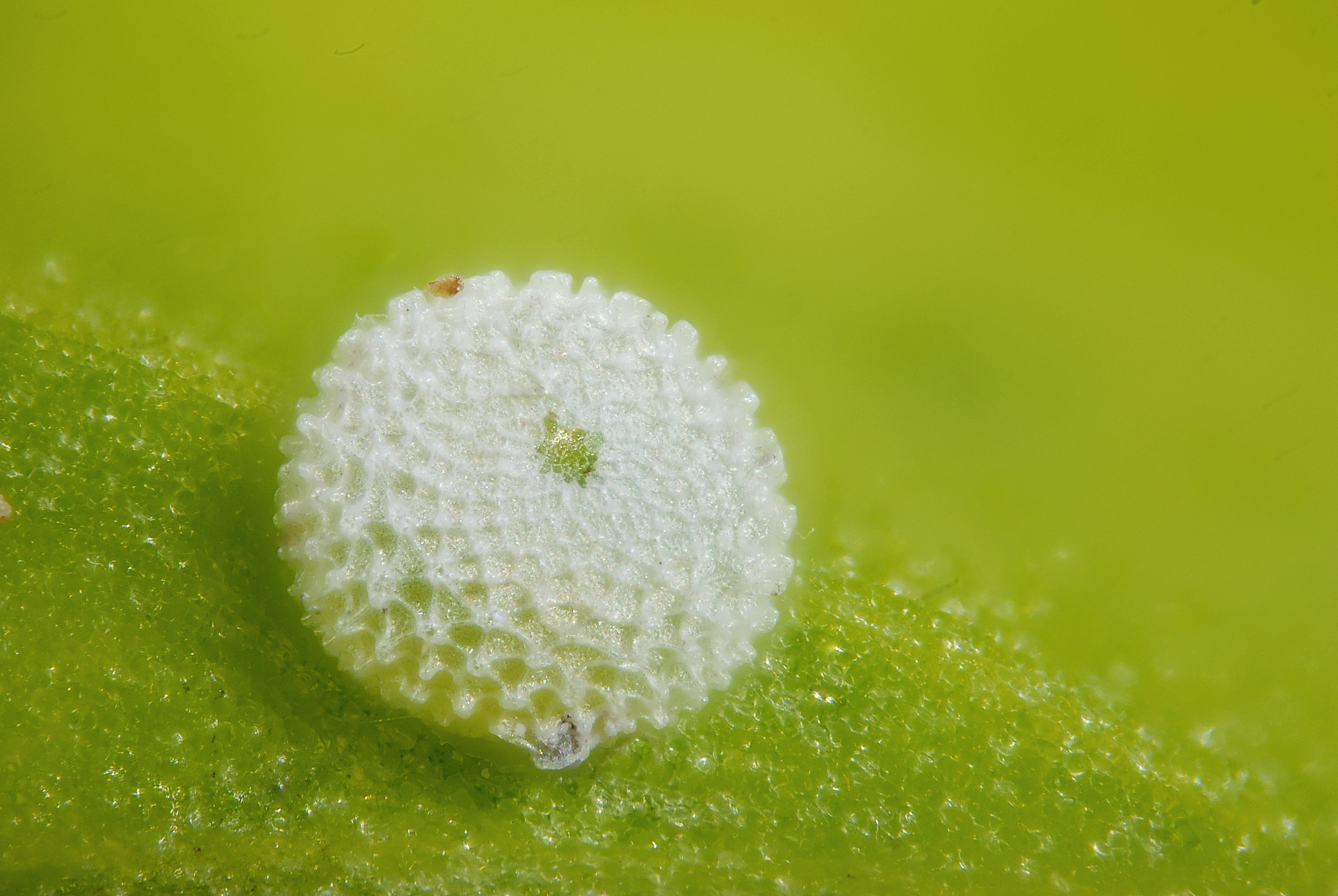
ei